# Leon Chendyński
Leon Henryk Chendyński ps. „Adam”, „Antoni”, „Gruda” (ur. 21 stycznia 1898, zm. w 1941 w Warszawie) – major żandarmerii Wojska Polskiego.

## Życiorys
Od 1916 roku walczył w szeregach cesarskiej i królewskiej armii . W listopadzie 1918 roku został przyjęty do Wojska Polskiego. Brał udział w wojnie polsko-bolszewickiej. 1 czerwca 1921 roku pełnił służbę w 1 dywizjonie żandarmerii wojskowej, a jego oddziałem macierzystym był wówczas 8 pułk piechoty Legionów. 3 maja 1922 roku został zweryfikowany w stopniu porucznika ze starszeństwem z dniem 1 czerwca 1919 roku i 49. lokatą w korpusie oficerów żandarmerii. W latach 1921–1939 służył w 1 dywizjonie żandarmerii w Warszawie. W październiku 1934 roku został przeniesiony ze stanowiska dowódcy Plutonu Żandarmerii Dęblin na stanowisko dowódcy Plutonu Żandarmerii Warszawa I.
Na kapitana został awansowany ze starszeństwem z dniem 1 stycznia 1936 roku w korpusie oficerów żandarmerii. Był dowódcą Plutonu Żandarmerii Warszawa Powiat. W czasie kampanii wrześniowej 1939 roku w dowództwie żandarmerii Armii „Poznań”. Wziął udział obronie Warszawy. 
Po kapitulacji stolicy uniknął niewoli. Od jesieni 1939 roku czynny w konspiracji SZP/ZWZ. Do sierpnia 1941 roku pełnił służbę na stanowisku szefa Działu Bezpieczeństwa i pełniącego obowiązki szefa Biura Kwatery Głównej Służby Zwycięstwu Polski, a następnie pełniącego obowiązki szefa Oddziału V Łączności Konspiracyjnej Komendy Okupacji Niemieckiej Związku Walki Zbrojnej. 1 lipca 1940 roku komendant główny ZWZ, generał brygady Stefan Rowecki mianował go majorem ze starszeństwem z dniem 1 lipca 1940 roku w korpusie oficerów żandarmerii. Zginął tragicznie w drugiej połowie 1941 roku w Warszawie.

## Ordery i odznaczenia
- Srebrny Krzyż Zasługi